# هار غوبند خورانا
كان هار غوبند خورانا (بالإنجليزية: Har Gobind Khorana) (باللغة البنجابية ਹਰਿ ਗੋਬਿੰਦ ਖੁਰਾਨਾ) (وُلد في التاسع من يناير من عام 1922 – وتوفي في التاسع من نوفمبر من عام 2011) عالم كيمياء حيوية هنديًا أمريكيًا. وقتما كان في هيئة التدريس في جامعة ويسكونسن ماديسون، تشارك جائزة نوبل في الطب أو علم وظائف الأعضاء مع مارشال دبليو. نيرنبيرغ وروبرت دبليو. هولي عن بحثهم الذي أظهر ترتيب النوكليوتيدات في الأحماض النووية، وهي التي تحمل الشيفرة الجينية للخلية وتتحكم بتخليق الخلية للبروتينات. حاز خورانا ونيربيرغ على جائزة لويزا غروس هورويتز من جامعة كولومبيا أيضًا في العام نفسه.
وُلد في الهند البريطانية، وكان ضمن الهيئة التدريسية في ثلاث جامعات في أمريكا الشمالية. حصل على الجنسية الأمريكية في عام 1966، وتلقى قلادة العلوم الوطنية في عام 1987.

## سيرته
وُلد خورانا لكريشنا ديفي خورانا وغانبات راي خورانا، في رايبور، إحدى قرى ملتان في البنجاب، الهند البريطانية (الباكستان حاليًا) في عائلة تعتنق الهندوسية. تاريخ ميلاده غير مؤكد بدقة لكنه اعتقد أنه قد يكون التاسع من يناير من عام 1922؛ وظهر هذا التاريخ في بعض الوثائق ولقي قبولًا واسعًا. كان أصغر خمسة أطفال. كان والده باتواري، أي كاتب ضرائب زراعية للقرية في الحكومة الهندية البريطانية. في سيرته الذاتية، كتب خورانا هذه الخلاصة: «رغم فقره، كرس والدي نفسه لتعليم أطفاله وكنا عمليًا العائلة المتعلمة الوحيدة في قرية يقطنها نحو 100 شخص». تلقى أول أربع سنوات من تعليمه تحت شجرة، وهي نقطة كانت في الواقع المدرسة الوحيدة في القرية.
عاش خورانا في الهند البريطانية حتى العام 1945، وقتما انتقل إلى إنجلترا لدراسة الكيمياء العضوية في جامعة ليفربول بموجب منحة دراسية من حكومة الهند. تلقى درجة الدكتوراه خاصته في عام 1948 بتوصية من روجر جيه. إس. بير. في العام التالي، تابع في دراسات ما بعد الدكتوراه مع الأستاذ فلاديمير بريلوغ في المعهد الفدرالي السويسري للتكنولوجيا في زيورخ، سويسرا. عمل قرابة العام في الكيمياء القلوية في منصب غير مأجور.
لفترة وجيزة في عام 1949، كان عاجزًا عن إيجاد عمل في مسقط رأسه في البنجاب. عاد إلى إنجلترا بموجب زمالة ليعمل مع جورج والاس كينر وألكسندر آر. تود على الببتيدات والنوكليوتيدات. بقي في كامبريدج من عام 1950 حتى عام 1952.

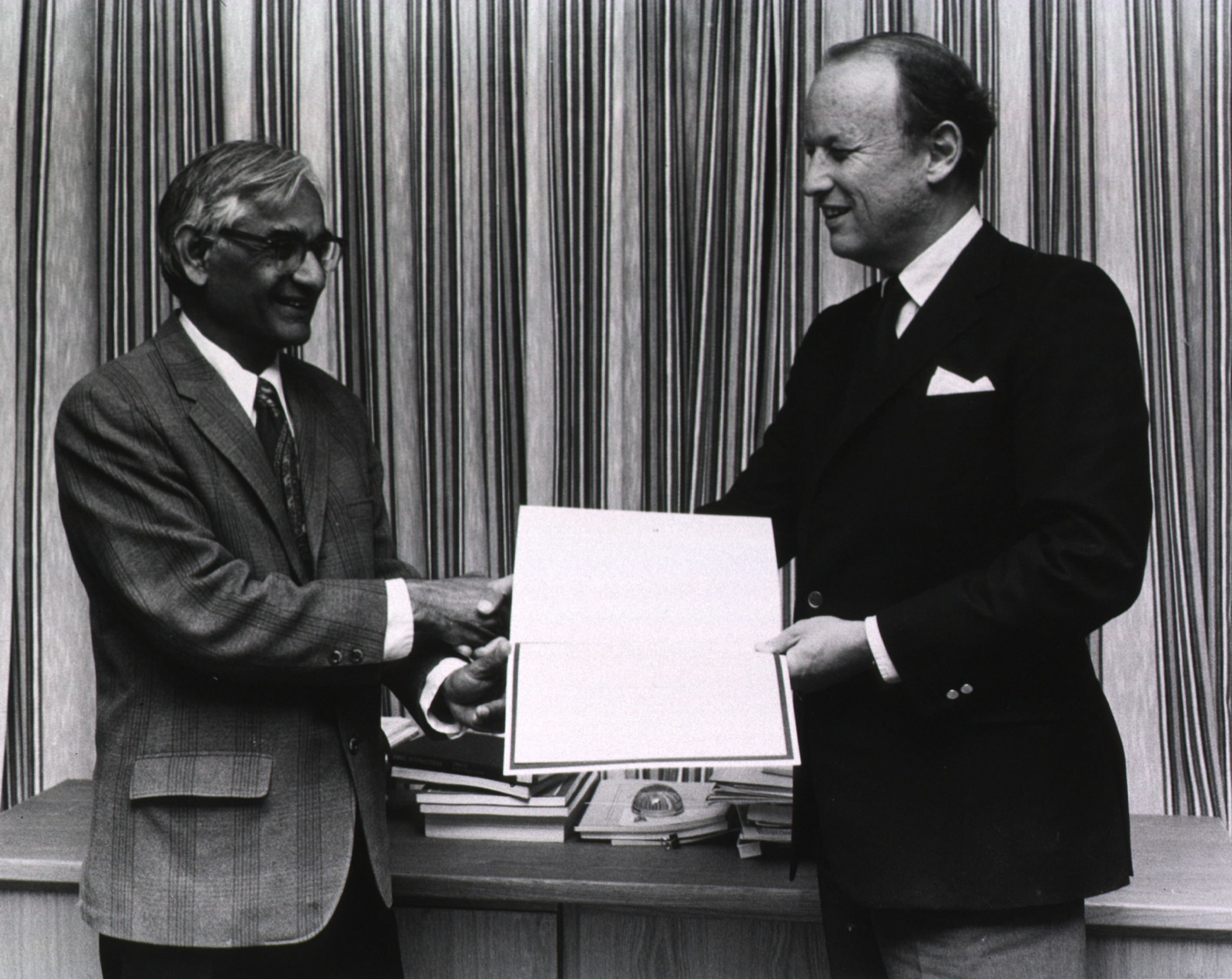
هار جوبيند خورانا يتسلم جائزة محاضرة من المعهد الوطني للصحة.

انتقل إلى فانكوفر، كولومبيا البريطانية، مع عائلته في عام 1952 بعد قبوله منصبًا في مجلس أبحاث كولومبيا البريطانية في جامعة كولومبيا البريطانية. كان خورانا متحمسًا إزاء إمكانية افتتاحه مختبره الخاص، أشار أحد زملائه لاحقًا. قال مرشده لاحقًا أن المجلس كان يمتلك منشآت قليلة آنذاك لكنه منح الباحث «الحرية المطلقة». كان عمله في كولومبيا البريطانية على «الأحماض النووية وتخليق العديد من الجزيئات الحيوية الهامة» وفق الجمعية الكيميائية الأمريكية.

## المناصب العلمية والشرفية
كان خورانا زميلاً وأستاذاً بكل من المعهد الاتحادي السويسري للتكنولوجيا، وجامعة كولومبيا البريطانية بولاية كنساس الأمريكية (1952-1959) وجامعة وسكونسن، ثم انضم إلى أساتذة معهد التكنولوجيا بكلية ماساتشوستس عام 1971.

## وصلات خارجية
- هار غوبند خورانا على موقع الموسوعة البريطانية (الإنجليزية)
- هار غوبند خورانا على موقع مونزينجر (الألمانية)